# Sturzfluten in Afghanistan 2024
Die Sturzfluten in Afghanistan 2024 ereigneten sich am 10. bis 11. Mai 2024 sowie am 17. Mai 2024 in Afghanistan. Bei ersteren kamen mindestens 331 Menschen ums Leben und mindestens 68 bei den wenige Tage darauffolgenden.

## Verlauf
Für den Norden und Nordosten Afghanistans waren für den einwöchigen Zeitraum vom 9. bis 15. Mai von NOAA etwa 10 bis 50 mm Niederschläge und großes Überschwemmungsrisiko („large flooding hazard“) vorhergesagt worden. Am 10. und 11. Mai 2024 kam es in Afghanistan im Nordosten des Landes zu Starkregen, der Sturzfluten auslöste. Betroffen waren insbesondere zehn Distrikte in der Provinz Baglan, aber auch sechs bzw. fünf Distrikte in den Nachbarprovinzen Tachar und Badachschan sowie Distrikte in den weiter westlich gelegenen Provinzen Ghor und Herat.
Für den 16. bis 22. Mai prognostizierte NOAA weitere starke Regenfälle im Norden des Landes und dort insgesamt überdurchschnittlich hohe Niederschlagsmengen zwischen 25 und 75 mm, dagegen trockenes Wetter im Süden des Landes. Eine große Überschwemmungsgefahr wurde für Gebiete vorhergesagt, in denen die Wasserpegel der Flüsse durch die kürzlichen Niederschläge und die Schneeschmelze angestiegen waren.
Am 17. Mai kam es im Zentrum und Norden des Landes erneut zu Sturzfluten.

## Folgen
Durch die Sturzfluten am 10. und 11 Mai kamen mindestens 331 Menschen ums Leben, davon 318 in der Provinz Baglan, elf in der Provinz Tachar und jeweils eine Person in den Provinzen Samangan und Ghor. Unter den Opfern waren laut UNICEF mindestens 51 Kinder. Nach Angaben der herrschenden Taliban wurden zudem mehr als 1600 Menschen verletzt. Die am stärksten betroffenen Distrikte waren Burka und Baghlani Jadid in der Provinz Baglan, wo zusammen etwa 80 Prozent der Todesfälle verzeichnet wurden. In der Provinz wurden zudem 41,3 km² Obstplantagen zerstört und mindestens 2260 Nutztiere getötet. Darüber hinaus wurden etwa 3000 Häuser und sechs öffentliche Schulen zerstört sowie rund 50 Brücken beschädigt. Zwei Gesundheitszentren im Distrikt Burka wurden ebenfalls zerstört sowie eines in der Provinz Tachar. Weitere wurden beschädigt. Die Hauptverkehrsverbindung zwischen Kabul und dem Norden Afghanistans wurde geschlossen. Nach den Überschwemmungen stiegen die Temperaturen in einigen Gebieten auf über 30 °C, sodass der Schlamm schneller trocknete und sich schwerer beseitigen ließ.
Nach Angaben des Verteidigungsministeriums stürzte am 15. Mai ein Hubschrauber der afghanischen Luftstreitkräfte beim Versuch Leichen aus einem Fluss in der Provinz Ghor zu bergen wegen „technischer Probleme“ ab. Bei dem Unfall starb eine Person und zwölf weitere wurden verletzt.
Bei den Sturzfluten am 17. Mai kamen mindestens 68 Menschen ums Leben, darunter 50 in der Provinz Ghor und 18 in der Provinz Faryab.

## Reaktionen
In den betroffenen Gebieten wurde ein Notstand ausgerufen. Die Europäische Union sendete am 12. Mai über eine sogenannte humanitäre Luftbrücke 97 Tonnen an Hilfsgütern. Den schwer betroffenen Distrikt Burka erreichten am 13. Mai Hilfsgüter der Weltgesundheitsorganisation. Weitere lokale und internationale Organisationen waren im Einsatz oder boten Unterstützung.

## Hintergrund
Die Sturzfluten waren die für 2024 bis dahin stärksten Überschwemmungen im Land, von denen bereits etwa 30.000 Menschen betroffen waren. Bis 23. April starben 2024 mindestens 90 Menschen bei Überschwemmungen, mindestens 2000 Häuser wurden beschädigt und tausende Nutztiere starben. Die Böden im Land waren nach einem recht trockenen Winter für hohe Wassermengen weniger aufnahmefähig. Für eine allgemeine Zunahme an extremen Wetterereignissen wie Sturzfluten und Dürren in der Region werden die Folgen der globalen Erwärmung verantwortlich gemacht. Das durch Jahrzehnte an Kriegen verarmte Land gilt zudem als eines der am schlechtesten auf die Klimakrise vorbereiteten Länder. In Afghanistan ist das Überschwemmungsrisiko darüber hinaus durch Abholzung, nicht ausreichendes grenzüberschreitendes Wassermanagement und ungeplanten Städtebau erhöht. Ein Großteil der Bevölkerung arbeitet in der Landwirtschaft, auf die sich die Überschwemmungen ebenfalls negativ auswirken. Für das Jahr 2023 verzeichnete Afghanistan laut dem Internal Displacement Monitoring Centre (IDMC) mit 1,5 Millionen die meisten durch Naturkatastrophen intern Vertriebenen weltweit. Humanitäre Mittel für Afghanistan gingen seit der Rückkehr der Taliban nach dem Ende des NATO-Einsatzes Mitte 2021 stark zurück.